# Glukuronoarabinoksilan endo-1,4-beta-ksilanaza
Glukuronoarabinoksilan endo-1,4-beta-ksilanaza (EC 3.2.1.136, feraksanska endoksilanaza, feraksanaza, endoarabinoksilanaza, glukuronaksilanska ksilohidrolaza, glukuronaksilanaza, glukuronaksilanska ksilanohidrolaza, glukuronarabinoksilan 1,4-beta-D-ksilanohidrolaza) je enzim sa sistematskim imenom glukuronarabinoksilan 4-beta-D-ksilanohidrolaza. Ovaj enzim katalizuje sledeću hemijsku reakciju
Endohidroliza (1->4)-beta-D-ksilozil veza u pojedinim glukuronarabinoksilanima
Ovaj enzim je veoma aktivan na feruloisanim arabinoksilanima ćelijskog zida žitarica.

## Literatura
- Nicholas C. Price; Lewis Stevens (1999). Fundamentals of Enzymology: The Cell and Molecular Biology of Catalytic Proteins (Third изд.). USA: Oxford University Press. ISBN 019850229X.
- Eric J. Toone (2006). Advances in Enzymology and Related Areas of Molecular Biology, Protein Evolution (Volume 75 изд.). Wiley-Interscience. ISBN 0471205036.
- Branden C; Tooze J. Introduction to Protein Structure. New York, NY: Garland Publishing. ISBN 0-8153-2305-0.
- Irwin H. Segel. Enzyme Kinetics: Behavior and Analysis of Rapid Equilibrium and Steady-State Enzyme Systems (Book 44 изд.). Wiley Classics Library. ISBN 0471303097.

## Spoljašnje veze
- Glucuronoarabinoxylan+endo-1,4-beta-xylanase на 